# Костёр пылающий
«Костёр пылающий» (фр. Le brasier ardent) — французский немой фильм Ивана Мозжухина, снятый в 1922 году по оригинальному сценарию самого Мозжухина и вышедший во французский прокат летом 1923 года. Под названием «Гримасы Парижа» с успехом демонстрировался и в советском прокате.

## Сюжет
Кошмарный сон мучает женщину. Пылающий костёр и в нём — удивительный образ то ли человека, то ли дьявола соблазняет, привлекает её. И она бежит в страхе.
Пробуждение. Ночной страх ушёл, а женщина смеётся над книгой «Детектив Z», откуда и пришёл к ней в сон зрительный образ эксцентричного, бесконечно разного, соблазнительного молодого человека.
Сейчас это богатая женщина, окружённая слугами, почти чудесно устроенным технически бытом. Зрителю неизвестна точно её судьба до замужества, но прошлое её темно, и она не хочет его вспоминать. Лишь сама сцена знакомства с будущим мужем ею часто вспоминается.
Муж — бизнесмен из Южной Америки, в Париже то ли в отпуске (как он говорит), то ли по делам (как становится понятно из нескольких деловых эпизодов). В конце концов, свадебный контракт заключён, куплена недвижимость, дела завершены — и он собирается вернуться с женой в Южную Америку, не видя к этому никаких препятствий.
Несмотря на доверие к жене, у него есть неопределённые подозрения. Ибо она молода, и у неё есть поклонники. Нам показывают несколько сцен, в которых настроение пары супругов меняется от счастливо-наивного до остервенело-озлобленного. И когда муж сообщает, что ничто их здесь не держит — и он, и она произносят, каждый про себя и для себя — она: «Ах, как я люблю Париж!», он: «Ненавистный город!».
Она едет в «Дерби», к поклонникам. За кадром как будто звучит мистическое «Куда ты собираешься, женщина? Остановись!» — повтором из кошмарного сна. Муж гонится за ней.
Муж попадает в совершенно сюрреалистическое агентство «Найдём всё», где подписывает контракт о возвращении ему в краткий срок (2 месяца) расположения и нежности жены. Он сам выбирает — какой детектив с ним будет работать. Зрителю (но, понятное дело, не мужу) видно, что это тот самый «детектив Z» и мужчина из кошмара.
Вернувшись домой, муж обнаруживает пропажу документов о покупке недвижимости, а кстати появившийся детектив оказывается вынужден «начать расследование» и этой пропажи. Хотя ему и зрителю с первых шагов очевидно, что документы украдены и спрятаны женой.
Детектив находит документы, но говорит женщине — «Ответьте мне искренне, что держит Вас тут?», подразумевая наличие любовника или какой-то тайны. И получает предельно искренний ответ — «Сам Париж». С которым соглашается. И отдаёт портфель с документами ей, с условием, что если она изменит своё решение — она его ему вернёт.
После разнообразных перипетий детектив и женщина неоднократно, но каждый раз не договаривая и не решаясь сделать последний шаг, демонстрируют зрителю, что очарованы друг другом. Из последних сил удерживаясь от того, чтобы продемонстрировать это и мужу.
Детектив мучительно ищет — что же сделать такое, что могло бы изменить отношение женщины к городу, к возможному отъезду. И вот кульминация. Сцена в кафе «Монмартр». Он объявляет, что будет играть «дъявольскую музыку» — и та девушка, что протанцует дольше других — получит тысячу франков. В финале этой сцены, более жестокой и дикой, нежели ночной кошмар, замертво падает победительница этого состязания. И Женщина покидает кафе, в страхе от этого города и того, что в нём есть. И возвращает документы, отсутствие которых — препятствие к возвращению в Южную Америку...
На судне «Свобода» через Атлантику плывёт один муж. Он принял такое решение.

## В ролях
- Иван Мозжухин — детектив Z, мужчина из кошмарного сна
- Наталья Лисенко — Элле, женщина
- Николай Колин — Муж
- Камилл Бардо (фр. Camille Bardou) — президент Клуба следопытов
- Югетт Делакруа — бабушка детектива

## Съёмочная группа
- Режиссёр и сценарист: Иван Мозжухин
- Операторы: Жорж Мейер, Николай Топорков
- Художники: Алаксандр Лошаков, Эдуард Гош, Борис Билинский, Пётр Шильдкнехт
- Продюсер: Александр Каменка

## Стиль
Фильм был снят кинокомпанией «Альбатрос», основанной русскими эмигрантами, однако имел мало общего не только с русским, но и с европейским кино. Он представлял собой довольно смелый симбиоз французского авангарда и немецкого экспрессионизма — по словам историка французского кино Ричарда Абеля, «безусловно, самую экстравагантную смесь стилей или методов», чему способствовала и игра Мозжухина, который на ходу менял роли и настроение героя. «Чтобы не отставать, приходилось вместе с ним радикально менять и декорации».
По мнению критика Алексея Гусева, фильм снят даже не в двух, а в трёх манерах, популярных на тот момент в Европе: «на немецком свете, на французском движении и дрожании камеры и контуров мира и на шведской подробности антуража, окружающего персонажа». Согласно ему, Мозжухин одним из первых в мире поставил вопрос об идентичности кинематографа, сняв то, что сегодня назвали бы постмодернизмом.

## Оценки и влияние
Большинство французских зрителей и критиков встретили картину с недоумением. Вместе с тем, по воспоминаниям Жана Ренуара, именно она привела его в кино:

«Однажды я увидел „Пылающий костёр“, поставленный Мозжухиным (исполнившим главную роль) и спродюсированный отважным Александром Каменкой. Публика выла и свистела, шокированная фильмом столь отличным от того, что предлагали ей остальные. Я же был в экстазе. <…> Я решил забросить своё ремесло, керамику, и попытаться заняться кинематографом».
Луи Деллюк также достаточно высоко оценил перспективы Мозжухина как режиссёра-новатора:
«„Костёр пылающий“, быть может, воспылал бы ещё ярче, если бы в нём не чувствовалось несколько натужной тяги к оригинальности. Этот фильм достаточно талантлив, чтобы не нуждаться в искусственных цветах, и Иван Мозжухин показал себя в нём как полный реформатор, идущий по пути великих режиссёрских открытий».
В СССР фильм был воспринят с энтузиазмом, получил высокие оценки критиков (в частности, формалиста Бориса Томашевского) и стал толчком для русского киноавангарда. В декабре 1923 года он был показан студентам Государственной школы кинематографии; тогда же режиссёр Леонид Трауберг написал восторженный отзыв в газету «Кинонеделя», а спустя пять лет встретил Мозжухина в Берлине в составе советской делегации. «И мы стали ему говорить, что мы в России сейчас идём путём, который он начал».